# Stabsamt Rauenberg
Das Stabsamt Rauenberg war eine kurzlebige Verwaltungseinheit im Land Baden während der napoleonischen Zeit. Gegründet 1809 wurde sie 1810 bereits wieder aufgelöst.

## Geschichte

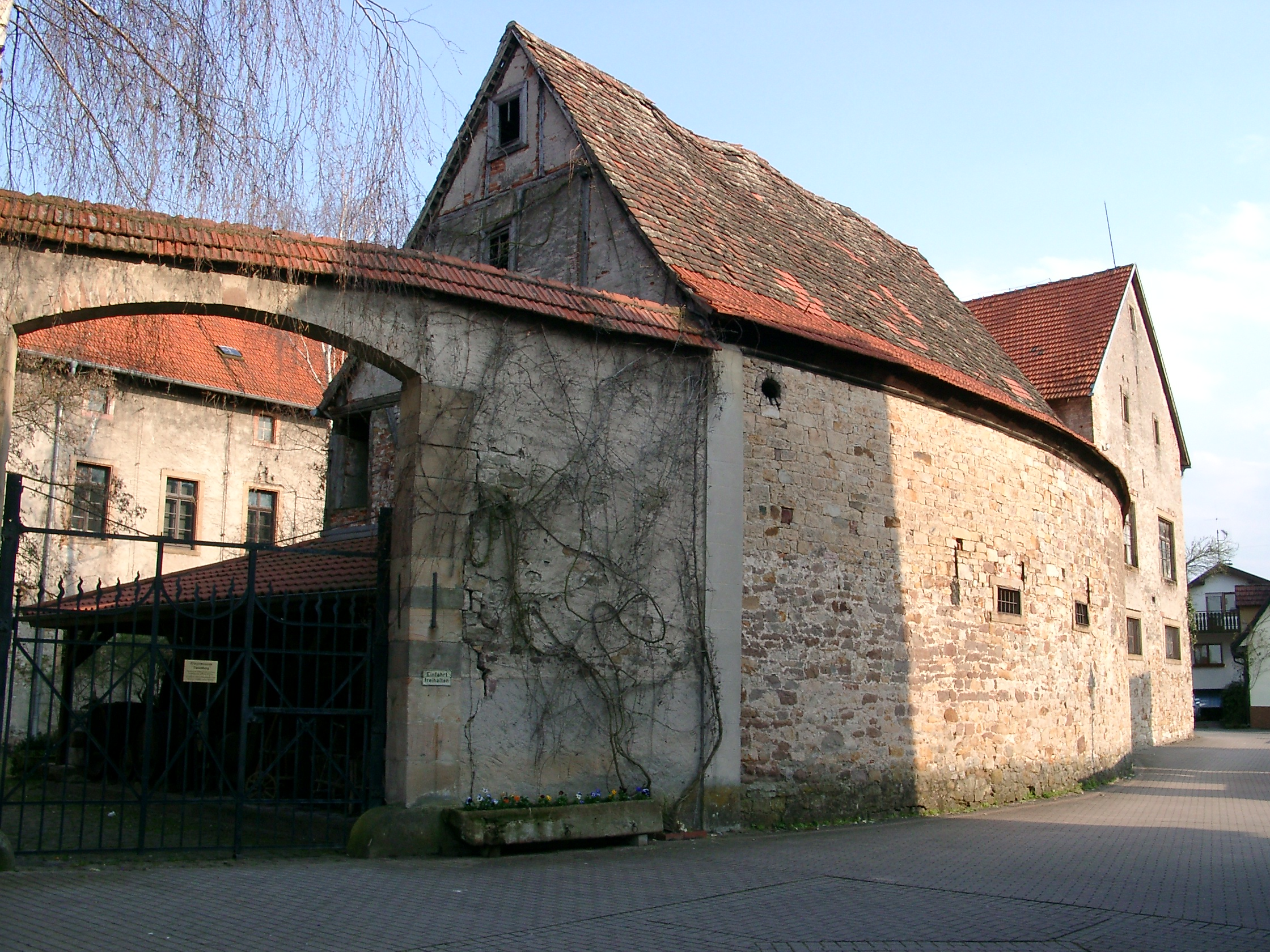
Schloss Rauenberg

Das im Kraichgau gelegene Rauenberg hatte am Ende des Heiligen Römischen Reiches unter der kirchlichen Herrschaft des Hochstifts Speyer gestanden und war Zentrum eines Amtes, das sich mit seinem Namen auf die benachbart gelegene Burg Rotenberg bezog. Infolge der Bestimmungen des Reichsdeputationshauptschlusses von 1803 gerieten seine Orte unter badische Landeshoheit. Dessen Regierung ordnete das Gebiet zunächst einem neu errichteten Amt Wiesloch zu, das der Landvogtei Dilsberg unterstellt war. Im Rahmen der Verwaltungsgliederung Badens zählte es somit zur Provinz der Pfalzgrafschaft. Der Sitz sollte in der Stadt Wiesloch sein, die von der aufgelösten Kurpfalz an Baden gefallen war. Bereits 1804 wurde das Amt wieder aufgelöst, Wiesloch kam zum Amt Oberheidelberg, die kirchlichen Orte zum Amt Kislau. Dieses wurde 1809 aufgeteilt, die meisten der vom Amt Wiesloch gekommenen Orte bildeten nun das Stabsamt Rauenberg. Übergeordnete Behörde war jetzt der ebenfalls neu entstandene Neckarkreis.
Bereits im Frühjahr 1810 wurde das ursprüngliche Konzept wieder aufgegriffen, aus dem Stabsamt Rauenberg wurde das Amt Wiesloch.

## Orte des Stabsamts
Das Stabsamt Rauenberg umfasste zum Zeitpunkt seiner Errichtung 1809 diese 12 Ortschaften: Balzfeld, Dielheim, Eschelbach, Horrenberg, Malsch, Malschenberg, Mühlhausen, Oberhof, Rauenberg, Rettigheim, Rotenberg und Unterhof.

## Weitere Entwicklung
Aus dem Amt Wiesloch entwickelte sich das Bezirksamt Wiesloch. Mit einer Ausnahme kamen die Orte bei dessen Auflösung über das Bezirksamt Heidelberg zum Landkreis Heidelberg. Lediglich Eschelbach ging einen anderen Weg, der es über das Bezirksamt Sinsheim in den Landkreis Sinsheim führte. Seit der Kreisreform 1973 sind alle Orte im Rhein-Neckar-Kreis vereint.